# Jose Zepeda (boxeador)
Jose Encarnacion Zepeda (Long Beach, California, Estados Unidos, 24 de mayo de 1989) es un boxeador estadounidense. Zepeda desafió el título de peso ligero de la OMB en 2015 y el título de peso superligero del CMB en 2019. A partir de agosto de 2020, está clasificado como el quinto mejor peso superligero activo del mundo por BoxRec, séptimo por The Ring y noveno por el Transnational Boxing Rankings Board.

## Carrera amateur
El récord amateur de Zepeda fue 15-1.[cita requerida]

## Carrera profesional
José inició su carrera profesional en 2009.
En diciembre de 2010, José comenzó a trabajar con el famoso entrenador de boxeo Robert Alcázar, exentrenador del campeón mundial Oscar De La Hoya.
En julio de 2013, se enfrentó al ex aspirante al título Ricardo Domínguez y ganó por nocaut técnico en el tercer asalto.
El 11 de julio de 2015, Zepeda luchó contra Terry Flanagan en Mánchester, Inglaterra, por el título vacante de peso ligero de la OMB. La pelea comenzó entretenida, sin embargo, Zepeda tuvo la mala suerte de lesionarse el hombro mientras lanzaba un puñetazo en el segundo asalto. La pelea se detuvo al final del asalto debido a la lesión que le otorgó la victoria a Flanagan.
En febrero de 2019, desafió sin éxito al campeón superligero del CMB, José Carlos Ramírez, por su título, perdiendo con una decisión mayoritaria en una pelea muy competitiva.
En su pelea contra José Pedraza, Zepeda comenzó rápido y construyó una ventaja inicial en las tarjetas. Pedraza mostraría algunos signos de remontada, comenzando en el quinto asalto. Al final, Zepeda fue demasiado para su oponente, y se le otorgó una clara victoria por decisión unánime.

## Récord profesional
| Resultado | Récord   | Rival                               | Método                         | Asalto - Tiempo | Fecha                    | Localización                                                | Título                                                                                       |
| Derrota   | 35–3 (2) | Regis Prograis                      | KO                             | 11 (12), 0:59   | 26 de noviembre de 2022  | Dignity Health Sports Park, Carson, California              | Por el título mundial vacante de la WBC peso superligero.                                    |
| Victoria  | 35–2 (2) | Josue Vargas                        | KOT                            | 1 (10), 2:15    | 30 de octubre de 2021    | Hulu theater At Madison Square Garden, New York, New York   | Retiene el título WBC Silver del peso superligero.                                           |
| Victoria  | 34–2 (2) | Hank Lundy                          | UD                             | 10              | 22 de mayo de 2021       | Virgin Hotels Las Vegas, Paradise, Nevada                   | Retiene el título WBC Silver del peso superligero.                                           |
| Victoria  | 33–2 (2) | Ivan Baranchyk                      | KO                             | 5 (10), 2:50    | 3 de octubre de 2020     | MGM Grand Conference Center, Paradise, Nevada               | Gana el título vacante WBC Silver del peso superligero.                                      |
| Victoria  | 32–2 (2) | Kendo Castaneda                     | UD                             | 10              | 7 de julio de 2020       | MGM Grand Conference Center, Paradise, Nevada               |                                                                                              |
| Victoria  | 31–2 (2) | José Pedraza                        | UD                             | 10              | 14 de septiembre de 2019 | T-Mobile Arena, Paradise, Nevada                            | Gana el título vacante WBC-USNBC del peso superligero.                                       |
| Anulada   | 30–2 (2) | Eleazar Valenzuela                  | Sin resultado (pelea detenida) | 3 (10), 3:00    | 18 de mayo de 2019       | Deportivo del Sindicato del Metro, Ciudad de México, México | La pelea se detuvo después de un choque accidental de cabezas.                               |
| Derrota   | 30–2 (1) | José Ramírez                        | MD                             | 12              | 10 de febrero de 2019    | Save Mart Center, Fresno, California                        | Por el título mundial de la WBC del peso superligero.                                        |
| Victoria  | 30–1 (1) | Domicio Rondon                      | TKO                            | 7 (10), 1:53    | 20 de octubre de 2018    | Gimnasio Municipal, Tecate, México                          |                                                                                              |
| Victoria  | 29–1 (1) | Carlos Diaz Ramirez                 | KO                             | 5 (10), 2:40    | 16 de junio de 2018      | Gimnasio de Mexicali, Mexicali, México                      | Gana el título vacante WBA Inter-Continental del peso ligero.                                |
| Victoria  | 28–1 (1) | Abner López                         | TKO                            | 6 (10), 1:43    | 4 de noviembre de 2017   | Estadio Chevron, Tijuana, México                            |                                                                                              |
| Victoria  | 27–1 (1) | Miguel Zamudio                      | TKO                            | 6 (10), 1:38    | 17 de junio de 2017      | Palenque de Gallos, Comitán, México                         | Gana el título vacante WBO International del peso superligero                                |
| Victoria  | 26–1 (1) | Jesus Silveira                      | TD                             | 5 (10), 3:00    | 1 de abril de 2017       | Auditorio Fausto Gutierrez Moreno, Tijuana, México          | Decisión técnica después de que la pelea se detuvo debido a un choque accidental de cabezas. |
| Victoria  | 25–1 (1) | Pedro Navarrete                     | UD                             | 10              | 16 de abril de 2016      | Gimnasio Olímpico, Ciudad de México, México                 |                                                                                              |
| Victoria  | 24–1 (1) | Ammeth Diaz                         | TKO                            | 1 (10), 1:49    | 23 de enero de 2016      | Palenque Fex, Mexicali, México                              |                                                                                              |
| Anulada   | 23–1 (1) | José Alfaro                         | Sin resultado (pelea detenida) | 1 (10), 3:00    | 31 de octubre de 2015    | Auditorio Fausto Gutierrez Moreno, Tijuana, México          | La pelea se detuvo después de que Zepeda fuera cortado por un choque accidental de cabezas   |
| Derrota   | 23–1     | Terry Flanagan                      | RTD                            | 2 (12), 3:00    | 11 de julio de 2015      | Velodrome, Mánchester, Inglaterra                           | Por el título mundial vacante de la WBO del peso ligero                                      |
| Victoria  | 23–0     | Armando Robles                      | KO                             | 1 (10), 0:44    | 25 de abril de 2015      | Auditorio Fausto Gutierrez Moreno, Tijuana, México          |                                                                                              |
| Victoria  | 22–0     | Orlando Vazquez                     | KO                             | 2 (8), 2:03     | 17 de enero de 2015      | Oceanview Pavilion, Port Hueneme, California                |                                                                                              |
| Victoria  | 21–0     | Victor Cayo                         | KO                             | 1 (10), 1:27    | 8 de noviembre de 2014   | Gimnasio Nuevo León Unido, Monterrey, México                |                                                                                              |
| Victoria  | 20–0     | Adrián Rodríguez Garza              | KO                             | 3 (8), 2:22     | 9 de agosto de 2014      | Civic Auditorium, Glendale, California                      |                                                                                              |
| Victoria  | 19–0     | Robert Frankel                      | UD                             | 8               | 26 de abril de 2014      | Oceanview Pavilion, Port Hueneme, California                |                                                                                              |
| Victoria  | 18–0     | Johnnie Edwards                     | TKO                            | 2 (8), 2:10     | 1 de marzo de 2014       | Alamodome, San Antonio, Texas                               |                                                                                              |
| Victoria  | 17–0     | Plantilla:Geodatos GT Emanuel López | KO                             | 3 (10), 2:59    | 21 de diciembre de 2013  | Agua Caliente Racetrack, Tijuana, México                    |                                                                                              |
| Victoria  | 16–0     | Luis Arceo                          | TKO                            | 3 (6), 2:04     | 11 de octubre de 2013    | Thomas & Mack Center, Paradise, Nevada                      |                                                                                              |
| Victoria  | 15–0     | Ricardo Domínguez                   | TKO                            | 3 (8), 2:43     | 13 de julio de 2013      | Forum Tecate, Tijuana, México                               |                                                                                              |
| Victoria  | 14–0     | Rodolfo Quintanilla                 | TKO                            | 5 (8), 1:52     | 24 de noviembre de 2012  | Agua Caliente Racetrack, Tijuana, México                    |                                                                                              |
| Victoria  | 13–0     | Jovany Javier Gomez                 | TKO                            | 1 (8), 2:30     | 20 de octubre de 2012    | Plaza de Toros Calafia, Mexicali, México                    |                                                                                              |
| Victoria  | 12–0     | Cristian Favela                     | TKO                            | 6 (8), 2:11     | 21 de septiembre de 2012 | Centro Recreativo Juventud 2000, Mexicali, México           |                                                                                              |
| Victoria  | 11–0     | Roberto Hernandez                   | TKO                            | 1 (8), 1:10     | 8 de septiembre de 2012  | Hotel Hacienda Coral, San Felipe, México                    |                                                                                              |
| Victoria  | 10–0     | Abraham Alvarez                     | TKO                            | 6 (8), 1:57     | 2 de junio de 2012       | El Foro, Tijuana, México                                    |                                                                                              |
| Victoria  | 9–0      | Sergio Joel De la Torre             | TKO                            | 2 (6), 1:34     | 16 de marzo de 2012      | Quiet Cannon, Montebello, California                        |                                                                                              |
| Victoria  | 8–0      | Luis Rey Campoa                     | KO                             | 1 (6), 1:46     | 10 de diciembre de 2011  | Plaza de Toros Calafia, Mexicali, México                    |                                                                                              |
| Victoria  | 7–0      | Arron Robinson                      | KO                             | 1 (4), 2:25     | 23 de septiembre de 2011 | Commerce Casino, Commerce, California                       |                                                                                              |
| Victoria  | 6–0      | Yakub Shidaev                       | UD                             | 6               | 19 de mayo de 2011       | Lakeside Golf Course, Burbank, California                   |                                                                                              |
| Victoria  | 5–0      | Manuel Delcid                       | UD                             | 4               | 18 de diciembre de 2010  | Club 401, Ontario, California                               |                                                                                              |
| Victoria  | 4–0      | Alejandro Alonso                    | RTD                            | 1 (4), 3:00     | 28 de mayo de 2010       | Centro de Espectáculos Promocasa, Mexicali, México          |                                                                                              |
| Victoria  | 3–0      | Manuel Ruiz                         | TKO                            | 1 (4), 2:50     | 7 de mayo de 2010        | Salón Social Posada del Mar, San Felipe, México             |                                                                                              |
| Victoria  | 2–0      | Jesús González                      | KO                             | 1 (4), 1:53     | 12 de febrero de 2010    | Gimnasio de Mexicali, Mexicali, México                      |                                                                                              |
| Victoria  | 1–0      | Ignacio Mondragon                   | KO                             | 1 (4), 2:36     | 25 de diciembre de 2009  | El Nido Sports Center, Mexicali, México                     |                                                                                              |